# Chat
Chat (IPA: [tʃæt] anhörenⓘ; von englisch to chat „plaudern, sich unterhalten“) oder Online-Chat bezeichnet die elektronische Kommunikation mittels geschriebenem Text in Echtzeit, meist über das Internet. Die erste Ausprägung des Online-Chats bot ab 1980 der US-amerikanische Internetdienstanbieter Compuserve in Form des „CB-Simulators“. Auch das Usenet und im weiteren Sinn der CB-Funk hatten Chat-Funktionen.

## Arten
Die ursprünglichste Form des Internet-Chats ist der reine Textchat, bei dem nur Zeichen ausgetauscht werden können. Mittlerweile kann – je nach System – eine Ton- und/oder Videospur dazukommen bzw. den Textchat ersetzen. Man spricht dann von „Audio-“ bzw. „Videochat“.
Heute werden, technisch gesehen, hauptsächlich drei Chatformen unterschieden:
- Der Internet Relay Chat (IRC) wurde in den 1980er Jahren von dem finnischen Studenten Jarkko Oikarinen entwickelt. Er benötigt eigene Chat-Server; diese Server sind meistens untereinander vernetzt. Zudem wird eine Client-Software benötigt, die entweder auf den Rechnern der chattenden Personen installiert ist oder aber über einen Browser gestartet wird, z. B. ein Java-Web-Client. Für die Steuerung des Clients werden spezielle IRC-Kommandos verwendet.
- Der Webchat, bei dem man direkt im Webbrowser chatten kann, es wird meist keine weitere Software benötigt. Webchats sind meistens auf die jeweilige Website beschränkt. Diese Form wird auch in Live-Support-Systemen genutzt, die zum Teil weitere Dienste wie IP-Telefonie oder Funktionen zur Fernwartung beinhalten.
- Bei Instant Messaging wird der Chat in der Regel nicht in einem öffentlichen Chatraum geführt, sondern nur zwischen denjenigen, die sich mittels der entsprechenden Software untereinander als mögliche Gesprächspartner identifiziert haben. Jedoch sind auch öffentliche XMPP Chaträume weit verbreitet, welche wie IRC's genutzt werden.
- Chatten per E-Mail mit „Chat over IMAP“ (COI). COI erweitert die SMTP- und IMAP-Konzepte um Chat-Funktionen, die Nutzung erfolgt mittels Apps wie z. B. „Delta Chat“/ „OX-COI“.

IRC und Instant Messaging beinhaltet meistens weitere Funktionalitäten wie das Erstellen von Gesprächsprotokollen („chat logs“) oder das Übermitteln von Dateien und Hyperlinks. Allen drei Varianten ist gemeinsam, dass meistens nicht unter bürgerlichem Namen gechattet wird, sondern unter einem Pseudonym (Nickname). Im IRC und in Web-Chats ist der Austausch meistens in Chaträumen bzw. Channels organisiert, die sich speziellen Themen widmen. Chats mit mehr als zwei Chattern finden in Chaträumen statt.
Nach einer Erhebung des Statistischen Bundesamtes nutzten 2009 46 Prozent der 10- bis 15-jährigen Internetnutzer Chats, Blogs oder Internetforen als Kommunikationsmittel. Bei Studenten und Schülern beträgt dieser Anteil 89 Prozent.

## Chatiquette
Zu beachten ist die Chatiquette. Hierbei handelt es sich um spezielle Regeln für die Umgangsformen in einem Chat. Um Missverständnisse aufgrund der fehlenden visuellen Kommunikation zwischen den Teilnehmern zu vermeiden, sollten diese Regeln eingehalten werden.
Allgemeine Regeln für die Umgangsformen im Internet beschreibt die Netiquette.

## Chatter-Treffen
Da man sich in einem Chat nur „virtuell“ unterhalten kann, werden von manchen Chat-Communitys oder auch Privatpersonen sogenannte Chatter-Treffen (CT) organisiert. Hier treffen sich die Chatter dann auch im wirklichen Leben, um sich auszutauschen oder organisatorische Dinge zu besprechen. Treffen, bei denen sich Mitglieder eines Chat-Kanals (z. B. IRC-Channel) treffen, nennt man Channelparty.
Die ersten Chatter-Treffen Europas fanden schon 1987 statt und nannten sich Relay-Partys entsprechend dem Vorläufer von IRC, Bitnet Relay.

## Gefahren und Probleme

### Falsche Identitäten
Nutzer können sich in Chats nie sicher sein, ob das Gegenüber auch wirklich das ist, wofür er oder sie sich ausgibt. Dies gilt auch für Chats, in denen die Benutzer Steckbriefe besitzen. Scheinbar persönliche Informationen und Fotos stimmen nicht unbedingt mit der realen Person überein, da die Registrierungsdaten üblicherweise nicht verifiziert werden. Chatter, die sich für etwas ausgeben, was sie nicht sind, nennt man Fakes oder Catfish. So kann es vorkommen, dass jemand mit einem Mann spricht, der sich als eine Frau ausgibt etc. Hierbei kann es auch zum Romance Scam (‚Liebesschwindel‘) kommen. Selbst wenn eine Verifizierung stattfindet, muss diese nicht zuverlässig sein. Nach Wolak et al. sollten gerade Kinder und Jugendliche auf diesen möglichen Unterschied zwischen „Online-Persönlichkeit“ und Realität hingewiesen werden, insbesondere in Bezug auf die Gefahr durch Sexualstraftäter („Online predator“).

### Chatsucht
Der Spaß am Chatten kann zu einer Chatsucht werden. Dies wird häufig bei Personen beobachtet, die gerade begonnen haben zu chatten. Vor allem bei Personen mit einem gestörten sozialen Umfeld kann sich dieses Problem verfestigen. Die Chatsucht kann in Verbindung mit einer Onlinesucht auftreten. Begünstigt wird dies durch die Anonymität, so dass man sich anderen Teilnehmern gegenüber als Persönlichkeit ausgeben kann, die man im tatsächlichen Leben nicht ist. Dies kann zu Realitätsverlust führen, da man sich auch außerhalb des Chatrooms für die im Chat erstellte Person halten kann.

## Kommunikation im Chat
Die Kommunikation im Chat findet fast gleichzeitig (synchron) statt und nicht über eine lange Zeit versetzt (asynchron), wie z. B. in der E-Mail-Kommunikation. Die teilnehmenden Chatter tippen ihre Gesprächsbeiträge in ein Eingabefeld und schicken sie durch eine Eingabe ab. Ab dem Zeitpunkt seiner Zustellung an die Adressatenrechner ist der Beitrag für alle im selben Chatraum präsenten Chat-Beteiligten fast sofort sichtbar; bis zum Zeitpunkt seiner Verschickung ist bei den meisten Chat-Systemen aber die Aktivität des Tippens für die Partner ersichtlich. Ferner können sich Beiträge überlappen. Die Kommunikation im Chat teilt – trotz ihrer medial schriftlichen Realisierung – mehr Merkmale mit dem mündlichen Gespräch als mit Texten, ihre charakteristischen Unterschiede zum mündlichen Gespräch bestehen aber in mehr als lediglich der Tatsache, dass Chat-Beiträge im Gegensatz zu Gesprächsbeiträgen getippt werden. Wegen der kommunikativen Rahmenbedingungen ist trotz der synchronen Präsenz der Kommunikationsbeteiligten vor ihren Rechnern keine simultane Verarbeitung von Verhaltensäußerungen zur Laufzeit ihrer Hervorbringung möglich; in diesem Punkt unterscheidet sich die Chat-Kommunikation vom mündlichen Gespräch (vgl. z. B. Beißwenger 2007).

## Sprache im Chat
Im Chat steht eine korrekte Verwendung der Sprache auf syntaktischer und orthographischer Ebene nicht im Vordergrund. Anakoluthe (Konstruktionsbrüche), Aposiopesen (Satzbrüche) sowie umgangssprachliche Kontraktionen, Ellipsen, Interjektionen, dialektale und soziolektale Ausdrücke verleihen der Sprache im Chat einen Slang-Charakter. Tippfehler und grammatikalische Fehler sind häufig, Satzzeichen spielen fast keine Rolle, und oft wird konsequent klein geschrieben. „Das Ökonomieprinzip steht […] eindeutig als Maxime der Äußerungsproduktion im Vordergrund.“ Die fehlenden parasprachlichen Mittel werden ersetzt durch Emoticons (etwa :-) als Smiley), Akronyme (lol = laughing out loud „lautes Lachen“) oder durch Abkürzungen.

## Fremdsprachen lernen im Chat
Möchte man als Lernender das Medium Chat nutzen, um seine Fremdsprachenkenntnisse zu verbessern, sollte man aufgrund der besonderen Kommunikations- und Sprachmerkmale von Chats Räume wählen, die extra dafür eingerichtet wurden, sogenannte Lernchats oder didaktische Chat-Räume.

## Software und Protokolle
Bekannte Chatsoftware und Protokolle sind:
- AOL Instant Messenger (AIM)
- BlackBerry Messenger Enterprise
- Delta.chat
- Discord
- Facebook Messenger
- Gadu-Gadu
- Google Hangouts
- ICQ (OSCAR)
- iMessage
- Internet Relay Chat (IRC)
- Knuddels (Online-Community)
- Kullo
- Multi User Dungeon
- Pichat
- PSYC
- Signal
- SILC
- Skype
- RetroShare
- TeamSpeak (TS)
- Telegram Messenger
- Threema
- WhatsApp
- Windows Live Messenger (früher MSN) – mittlerweile durch Skype ersetzt
- Wire
- Xfire
- XMPP
- Yahoo Messenger
- Cryptocat – freie Software für Ende-zu-Ende-verschlüsselten Onlinechat

Chatprogramme, die mehrere Protokolle unterstützen:
- Adium
- Digsby
- GMX/Web.de Multimessenger
- Kopete
- Miranda IM
- Miranda NG
- Pidgin
- QIP
- Trillian